# Baldur Klavier- und Flügelmanufaktur

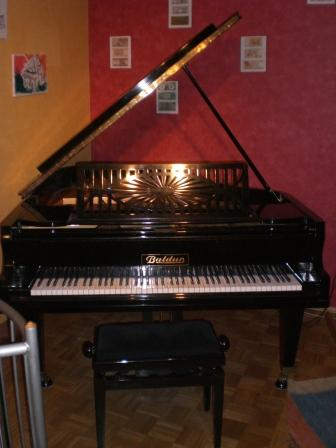
Ein Baldur-Flügel

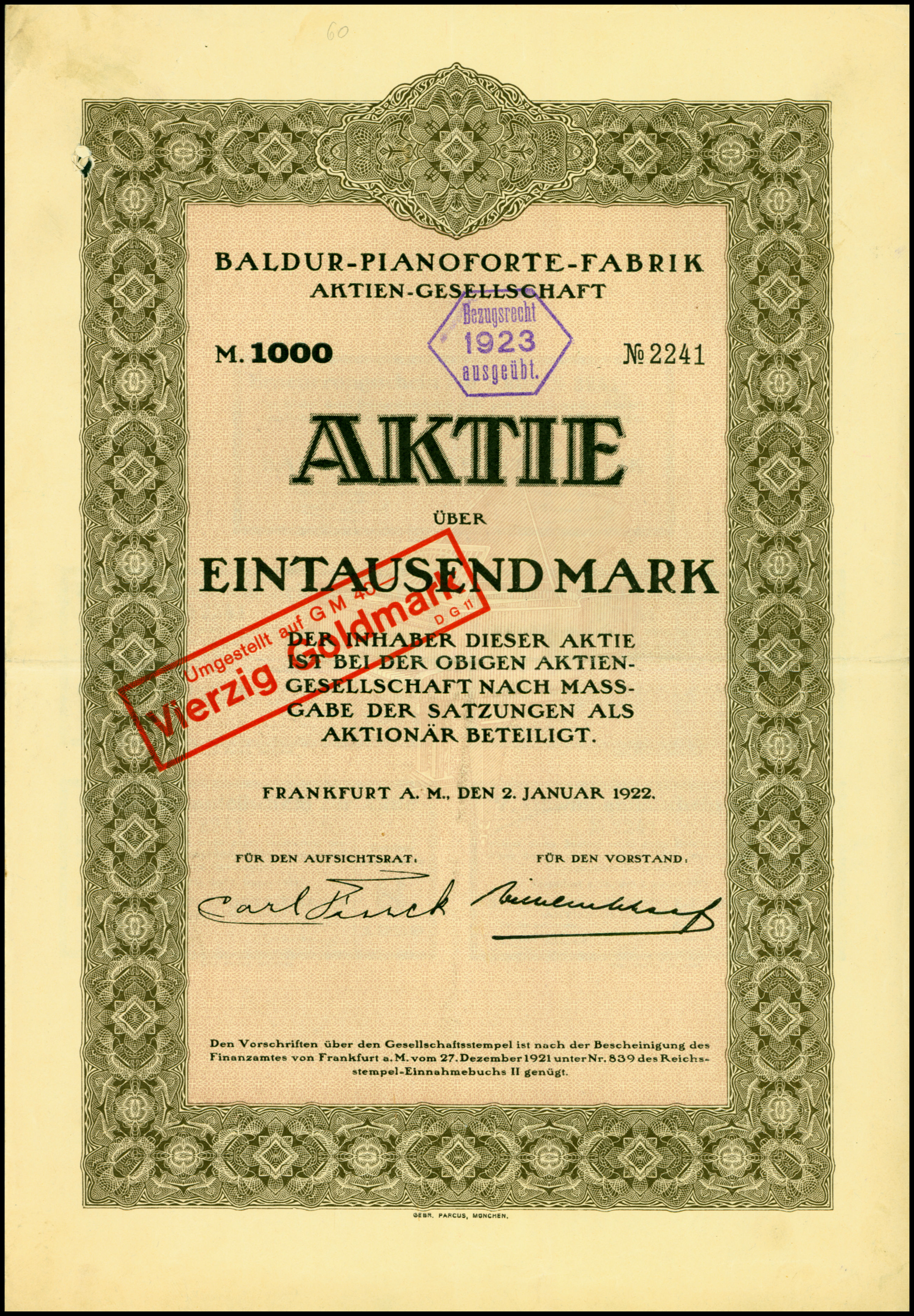
Aktie über 1000 Mark der Baldur-Pianoforte-Fabrik AG vom 2. Januar 1922

Die Baldur Klavier- und Flügelmanufaktur war ein ursprünglich in Wetzlar beheimateter Hersteller von Klavieren.

## Geschichte
Ferdinand Schaaf gründete im Jahre 1866 in Wetzlar die Firma Ferd. Schaaf; er baute Tafelklaviere. 1872 siedelte Schaaf nach Frankfurt am Main über und arbeitete dort als Klavierstimmer. 1875 eröffnete er seine Klavierfabrik in Frankfurt, nannte sie ab 1876 Ferd. Schaaf & Co, wobei ab 1897 Eduard Schaaf Mitgesellschafter wurde.
1906 wurde der Markenname Baldur eingeführt und zur Baldur Pianoforte-Fabrik von Ferdinand Schaaf & Co. umfirmiert, ab 1921 zur Baldur Pianofortefabrik AG. Direktor war W. Scharing.
Der Frankfurter Architekt Ferdinand Kramer (1898–1985) entwarf in den 1920er-Jahren für die Klaviermanufaktur Baldur einen Flügel im Bauhaus-Stil. Durch Zufall konnte das Historische Museum der Stadt Frankfurt am Main jüngst einen solchen seltenen Flügel kaufen.
1929 meldete das Unternehmen Konkurs an und wurde durch J. D. Philipps & Söhne übernommen, die weiter unter dem Namen Baldur noch bis zu ihrem Konkurs 1950 produzierte.
Weitere Markennamen waren: Balfa, Balding, Balden, E.M. Berdux (die vormals Frankfurter Filiale der Firma V. Berdux München) und Deggendorf.

## Quelle
- Atlas der Pianonummern, Erwin Bochinsky Verlag, 9. Auflage (1999), ISBN 3-937841-15-6
- Ein Flügel für Baldur Pianofortefabrik AG vom Frankfurter Architekt Ferdinand Kramer (1898–1985)